# Robert A. Kehoe
Robert A. Kehoe (/ˈkiːhoʊ/; 18 de noviembre de 1893 – 24 de noviembre de 1992) fue un toxicólogo estadounidense y un líder en salud ocupacional. Kehoe fue el médico defensor más importante del uso del tetraetilo de plomo como un aditivo en gasolina.

## Familiar y educación
Kehoe nació en Georgetown, Ohio, el 18 de noviembre de 1893 de Jeremiah y Jessie Kehoe.
Robert estudió en la  Universidad Estatal de Ohio. Después de su graduación en la escuela médica de Universidad de Cincinnati (UC) en 1920  fue residente  en patología en el Cincinnati Hospital General.
Poco después de obtener su M.D. se casó con Lucille Marshall.

## Salud ocupacional
Mientras era un instructor en el UC Departamento de Fisiología en 1924,  fue contratado por Charles Kettering para General Motors (GM)  a fin de examinar los asuntos de salud relacionados con la producción de tetraetilo de plomo (TEL). En 1925 Kehoe se convirtió en el asesor médico en jefe de la Ethyl Corporation, una posición  que mantuvo hasta su jubilación.
En 1930, se convirtió en el director  del recién creado UC Laboratorio Kettering de Fisiología Aplicada, el primer laboratorio basado en la universidad dedicado a los problemas toxicológicos los problemas peculiares de la  industria. Dicho laboratorio estuvo financiado por las empresas  GM, Dupont, y Ethyl Corporation.
En el Laboratorio Kettering, Kehoe estuvo encargado por Dupont para producir un estudio para mostrar que el carcinógeno 2-Naftilamina, entonces ampliamente utilizado por Dupont y que se había demostrado que producía cáncer en nueve de cada diez empleados expuestos a él, era seguro.  Kehoe fue nombrado Profesor de Medicina Industrial en UC y juntó un equipo interdisciplinario para investigar asuntos de salud ocupacional.